# レストレス・ハート (バンド)
レストレス・ハート（Restless Heart）は、アメリカ出身のカントリー・ミュージック・バンド。1984年に結成後、数多くの曲が全米カントリー・チャートで1位を記録する。

## ディスコグラフィ

### スタジオ・アルバム
- Restless Heart (1985年)
- 『孤独のハイウェイ』 - Wheels (1986年)
- 『ビッグ・ドリームス』 - Big Dreams in a Small Town (1988年)
- Fast Movin' Train (1990年)
- 『ビッグ・アイアン・ホーシズ』 - Big Iron Horses (1992年)
- Matters of the Heart (1994年)
- Still Restless (2004年)

### コンピレーション・アルバム
- The Best of Restless Heart (1991年)
- Greatest Hits (1998年)

### 主なシングル
- "That Rock Won't Roll" (1986年) ※全米カントリーチャート1位
- "I'll Still Be Loving You" (1987年) ※全米カントリーチャート1位
- "Why Does It Have to Be (Wrong or Right)" (1987年) ※全米カントリーチャート1位
- "Wheels" (1987年) ※全米カントリーチャート1位
- "The Bluest Eyes in Texas" (1988年) ※全米カントリーチャート1位
- "A Tender Lie" (1988年) ※全米カントリーチャート1位

## 参照
- Restless Heart／レストレス・ハート(洋楽データベース)
- Restless Heart | AllMusic